# Donato Gama da Silva
Donato Gama da Silva (Rio de Janeiro, 30 december 1962) is een voormalig Braziliaans-Spaans profvoetballer. Hij speelde als verdedigende middenvelder bij CR Vasco da Gama, Atlético Madrid en Deportivo de La Coruña.

## Clubvoetbal

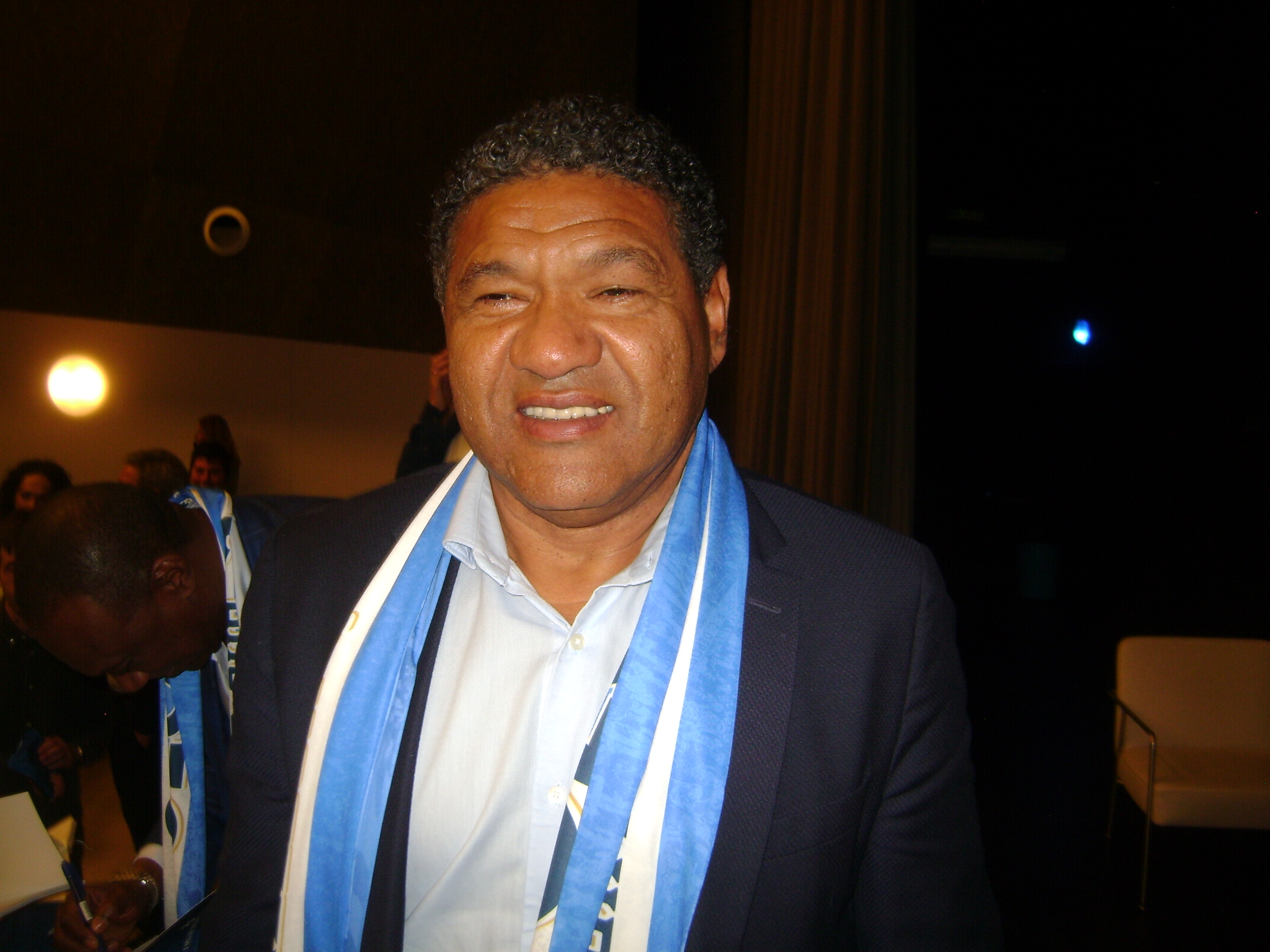
Donato.

Donato begon in zijn geboorteland in 1980 als profvoetballer bij CR Vasco da Gama. In 1988 maakte hij de overstap naar Atlético Madrid. Met Los Colchoneros won de middenvelder in 1991 en 1992 de Copa del Rey. In 1993 werd Donato gecontracteerd door Deportivo. In het seizoen 1993/1994 behaalde hij met Deportivo de tweede plaats in de Primera División. Voorafgaand aan de laatste speelronde stond Deportivo op de eerste plaats, maar door een 0-0 gelijkspel tegen Valencia CF en winst van concurrent FC Barcelona werd laatstgenoemde club alsnog kampioen. In 1995 won Deportivo met Donato wel de Copa del Rey. In het seizoen 1999/2000 slaagde hij er met Deportivo wel in FC Barcelona voor te blijven en de club won zo de eerste Spaanse landstitel ooit. In 2002 won Donato met zijn club de Copa del Rey. In de finale werd Real Madrid met 1-2 verslagen, nota bene in het Estadio Santiago Bernabéu van Real Madrid op het eeuwfeest van de club. Donato speelde op 21 juni 2003 tegen RCD Espanyol zijn laatste wedstrijd in de Primera Division op de leeftijd van veertig jaar, vijf maanden en 21 dagen. Met deze leeftijd was hij enige tijd recordhouder. In oktober 2005 verbrak Valencia CF-verdediger Amedeo Carboni het record van oudste speler in de Primera Division.

## Clubstatistieken
| seizoen | club                | land            | competitie       | wed. | goals |
| ------- | ------------------- | --------------- | ---------------- | ---- | ----- |
| 1988/89 | Atlético Madrid     | Vlag van Spanje | Primera División | 37   | 4     |
| 1989/90 | Atlético Madrid     | Vlag van Spanje | Primera División | 34   | 2     |
| 1990/91 | Atlético Madrid     | Vlag van Spanje | Primera División | 25   | 0     |
| 1991/92 | Atlético Madrid     | Vlag van Spanje | Primera División | 36   | 1     |
| 1992/93 | Atlético Madrid     | Vlag van Spanje | Primera División | 31   | 4     |
| 1993/94 | Deportivo La Coruña | Vlag van Spanje | Primera División | 36   | 9     |
| 1994/95 | Deportivo La Coruña | Vlag van Spanje | Primera División | 37   | 8     |
| 1995/96 | Deportivo La Coruña | Vlag van Spanje | Primera División | 39   | 5     |
| 1996/97 | Deportivo La Coruña | Vlag van Spanje | Primera División | 39   | 3     |
| 1997/98 | Deportivo La Coruña | Vlag van Spanje | Primera División | 39   | 5     |
| 1998/99 | Deportivo La Coruña | Vlag van Spanje | Primera División | 31   | 1     |
| 1999/00 | Deportivo La Coruña | Vlag van Spanje | Primera División | 29   | 3     |
| 2000/01 | Deportivo La Coruña | Vlag van Spanje | Primera División | 29   | 3     |
| 2001/02 | Deportivo La Coruña | Vlag van Spanje | Primera División | 17   | 2     |
| 2002/03 | Deportivo La Coruña | Vlag van Spanje | Primera División | 16   | 3     |

## Nationaal elftal
Donata speelde twaalf interlands voor het Spaans nationaal elftal, waarin hij driemaal scoorde. Nadat Donato in 1994 de Spaanse nationaliteit had verkregen, debuteerde hij op 16 november 1994 tegen Denemarken in het nationaal elftal. De middenvelder nam met Spanje deel aan het Europees kampioenschap 1996 in Engeland. Donato speelde op 9 juni 1996 op het EK tegen Bulgarije zijn laatste interland.
1 Zubizarreta  ·
2 López ·
3 Belsué ·
4 Alkorta ·
5 Abelardo ·
6 Hierro ·
7 Amavisca ·
8 Guerrero ·
9 Pizzi ·
10 Donato ·
11 Alfonso ·
12 Sergi Barjuán ·
13 Cañizares ·
14 Kiko ·
15 Caminero ·
16 Otero ·
17 Manjarín ·
18 Amor ·
19 Salinas ·
20 Nadal ·
21 Enrique ·
22 Molina ·
Coach: Clemente